# Studio op. 10 n. 1
Lo Studio op. 10 n. 1 in Do maggiore, composto da Fryderyk Chopin, è uno studio per pianoforte basato sugli arpeggi.  Appartiene al gruppo dei 12 studi dell'op. 10 composti tra l'autunno del 1829 e il 1832.

## Storia
Chopin giunse a Parigi nel settembre del 1831 e aveva probabilmente già composto una parte degli Études che verranno poi pubblicati come op. 10 nel 1833. I primi due furono certamente scritti a Varsavia nel 1829 poiché Chopin diceva all'amico Tytus Woyciechowski, in una lettera del 20 ottobre, di aver composto un "primo esercizio in forma alla mia maniera" e, successivamente, il 14 novembre gli comunicò che gli esercizi erano diventati due. A conferma dell'epoca di composizione vi è il manoscritto autografo, conservato a Varsavia, che riporta due Studi segnati come Esercizi n. 1 e n. 2, datato 2 novembre 1830, il giorno in cui Chopin lasciò per sempre la Polonia.
Il musicista fu ispirato nello scrivere gli Études dalla conoscenza di Paganini che egli ascoltò in alcuni concerti tenuti a Varsavia dal violinista nel 1829; i suoi Capricci furono certamente un modello che seguì nella stesura  di queste sue composizioni. Il primo studio con i suoi arpeggi che vanno oltre l'ottava ha la stessa ideazione del Capriccio n. 1, mentre per tonalità e struttura armonica vi si può ravvisare un collegamento con il primo preludio del Clavicembalo ben temperato di Bach.

## Struttura e analisi
Lo studio è nella chiara tonalità di Do maggiore e ha un'indicazione agogica di Allegro; è stato scritto per favorire l'estensione della mano destra. D'impostazione assai originale e innovativa, sfrutta una ricerca virtuosistica funzionale per una ricchezza armonica che, all'epoca della sua composizione, era ancora inconsueta nel genere studio. Il virtuosismo è meno plateale di quello dei Capricci paganiniani, ma la ricerca musicale e in particolare armonica è infatti decisamente innovativa, quasi rivoluzionaria. La mano destra esegue veloci arpeggi su quattro ottave in una figurazione originale e ampia, soluzione vantaggiosa sotto vari aspetti che rende l'arpeggio ritmicamente regolare e omogeneo. La mano sinistra esegue solo ottave di apparente accompagnamento, ma in realtà non fa altro che "cantare" una melodia quasi fosse un cantus firmus, che nasce dall'armonia stessa del brano. Le varie modulazioni fanno sì che gli arpeggi esplorino praticamente ogni zona della tastiera con effetti timbrici differenti. Tutto il brano è suonato in forte, soltanto quando la modulazione entra in tonalità minore, l'intensità si attenua, ma solo momentaneamente.
Lo studio sviluppa l'estensione e flessibilità in leggerezza della mano destra. Anche se una mano grande è avvantaggiata, può essere affrontato anche da chi ha mani relativamente piccole, a condizione che siano molto elastiche. Anche se l'opinione comune è che studiare questo brano agevoli l'ingrandimento della mano, in realtà si deve tener conto che chi esegue, con un certo risultato, questo Sudio, tecnicamente molto avanzato, deve avere già una mano strutturata in tal senso. Chopin raccomandava l'accurato studio del brano a velocità iniziali molto lente e un'esecuzione in grande leggerezza. La difficoltà principale di questo difficile studio sta infatti nell'eseguirlo in maniera precisa e veloce, senza irrigidimenti della mano destra (che sono pressoché inevitabili, in caso di studio scorretto).

## Rielaborazioni
Leopold Godowsky, nei suoi 53 studi sugli Études di Chopin, ha trascritto questo studio in due versioni, differenti tra loro. Nella prima (studio n.1 dei 53), in Do maggiore, la mano sinistra esegue la parte che nell'originale chopiniano appartiene alla destra, e la mano destra esegue la stessa figurazione ribaltata; nella seconda versione (studio n.2), per mano sinistra sola, Godowsky usa la tonalità di Re bemolle maggiore per sfruttare al massimo i tasti neri.